# Critèrium del Dauphiné 2020
El Critèrium del Dauphiné 2020, 72 edició del Critèrium del Dauphiné, es disputà entre el 12 i el 16 d'agost de 2020, després d'haver estat endarrerida per culpa de la pandèmia de coronavirus. Finalment la cursa comptà amb un recorregut de 817,5 km repartits entre cinc etapes, amb inici a Clarmont d'Alvèrnia i final a Megève. La cursa formava part de l'UCI World Tour 2020.
El vencedor final fou el colombià Daniel Martínez (EF Pro Cycling), seguit de Thibaut Pinot (Groupama-FDJ) i Guillaume Martin (Cofidis, Solutions Crédits). En les classificacions secundàries Wout Van Aert (Team Jumbo-Visma) guanyà la classificació per punts, David de la Cruz (UAE Team Emirates) la de la muntanya, Daniel Martínez la dels joves i el Team Jumbo-Visma fou el millor equip.

## Equips participants
En tant que prova World Tour hi prenen part els 19 equips World Tour i quatre equips continentals professionals són convidats pels organitzadors, l'Amaury Sport Organisation:
| WorldTeams (19)- AG2R La Mondiale - Astana - Bahrain McLaren - Bora-Hansgrohe - CCC Team - Cofidis - Deceuninck-Quick Step - EF Pro Cycling - Groupama-FDJ - Israel Start-Up Nation - Lotto Soudal - Mitchelton-Scott - Movistar Team - NTT Pro Cycling - Ineos - Jumbo-Visma - Team Sunweb - Trek-Segafredo - UAE Team Emirates ProTeams (4)- Arkéa-Samsic - B&B Hotels-Vital Concept p/b KTM - Circus-Wanty Gobert - Total Direct Énergie |
| |

## Etapes
| Etapa    | Data      | Ciutats d'etapa                              | type              | Distància (km) | Vencedor de l'etapa | Líder de la general    |
| -------- | --------- | -------------------------------------------- | ----------------- | -------------- | ------------------- | ---------------------- |
| 1a etapa | 12 de ago | Clarmont d'Alvèrnia – Saint-Christo-en-Jarez | etapa accidentada | 218,5          | Wout van Aert       | Wout van Aert          |
| 2a etapa | 13 de ago | Viena del Delfinat – Col de Porte            | etapa de muntanya | 181            | Primož Roglič       | Primož Roglič          |
| 3a etapa | 14 de ago | Corenc – Saint-Martin-de-Belleville          | etapa de muntanya | 175,5          | Davide Formolo      | Primož Roglič          |
| 4a etapa | 15 de ago | Ugine – Megève                               | etapa de muntanya | 173            | Lennard Kämna       | Primož Roglič          |
| 5a etapa | 16 de ago | Megève – Megève                              | etapa de muntanya | 153,5          | Sepp Kuss           | Daniel Martínez Poveda |

### 1a etapa
| \| Classificació de l'etapa \| Classificació de l'etapa \| Classificació de l'etapa \| Classificació de l'etapa \| Classificació de l'etapa \| \| Corredor \| Corredor \| Equip \| Temps \| \| \| ------------------------ \| --------------------------- \| ------------------------ \| ------------------------ \| ------------------------ \| \| 1r \| Wout van Aert \| Jumbo-Visma \| 5h 27' 42" \| \| \| 2n \| Daryl Impey \| Mitchelton-Scott \| + 0" \| \| \| 3r \| Egan Bernal Gómez \| Team Ineos \| + 0" \| \| \| 4t \| Alejandro Valverde Belmonte \| Movistar Team \| + 0" \| \| \| 5è \| Tadej Pogačar \| UAE Team Emirates \| + 0" \| \| \| 6è \| Aleksei Lutsenko \| Astana \| + 0" \| \| \| 7è \| Sergio Higuita García \| EF Pro Cycling \| + 0" \| \| \| 8è \| Benoît Cosnefroy \| AG2R La Mondiale \| + 0" \| \| \| 9è \| Primož Roglič \| Jumbo-Visma \| + 0" \| \| \| 10è \| Guillaume Martin \| Cofidis \| + 0" \| \| |                             |                   |            |
| |                             |                   |            |
| Font: ProCyclingStats |                             |                   |            |
| Classificació de l'etapa |                             |                   |            |
| Corredor | Corredor                    | Equip             | Temps      |
| 1r | Wout van Aert               | Jumbo-Visma       | 5h 27' 42" |
| 2n | Daryl Impey                 | Mitchelton-Scott  | + 0"       |
| 3r | Egan Bernal Gómez           | Team Ineos        | + 0"       |
| 4t | Alejandro Valverde Belmonte | Movistar Team     | + 0"       |
| 5è | Tadej Pogačar               | UAE Team Emirates | + 0"       |
| 6è | Aleksei Lutsenko            | Astana            | + 0"       |
| 7è | Sergio Higuita García       | EF Pro Cycling    | + 0"       |
| 8è | Benoît Cosnefroy            | AG2R La Mondiale  | + 0"       |
| 9è | Primož Roglič               | Jumbo-Visma       | + 0"       |
| 10è | Guillaume Martin            | Cofidis           | + 0"       |

| \| Classificació general \| Classificació general \| Classificació general \| Classificació general \| Classificació general \| \| Corredor \| Corredor \| Equip \| Temps \| \| \| --------------------- \| --------------------------- \| --------------------- \| --------------------- \| --------------------- \| \| 1r \| Wout van Aert \| Jumbo-Visma \| 5h 27' 32" \| \| \| 2n \| Daryl Impey \| Mitchelton-Scott \| + 4" \| \| \| 3r \| Egan Bernal Gómez \| Team Ineos \| + 6" \| \| \| 4t \| Alejandro Valverde Belmonte \| Movistar Team \| + 10" \| \| \| 5è \| Tadej Pogačar \| UAE Team Emirates \| + 10" \| \| \| 6è \| Aleksei Lutsenko \| Astana \| + 10" \| \| \| 7è \| Sergio Higuita García \| EF Pro Cycling \| + 10" \| \| \| 8è \| Benoît Cosnefroy \| AG2R La Mondiale \| + 10" \| \| \| 9è \| Primož Roglič \| Jumbo-Visma \| + 10" \| \| \| 10è \| Guillaume Martin \| Cofidis \| + 10" \| \| |                             |                   |            |
| |                             |                   |            |
| Font: ProCyclingStats |                             |                   |            |
| Classificació general |                             |                   |            |
| Corredor | Corredor                    | Equip             | Temps      |
| 1r | Wout van Aert               | Jumbo-Visma       | 5h 27' 32" |
| 2n | Daryl Impey                 | Mitchelton-Scott  | + 4"       |
| 3r | Egan Bernal Gómez           | Team Ineos        | + 6"       |
| 4t | Alejandro Valverde Belmonte | Movistar Team     | + 10"      |
| 5è | Tadej Pogačar               | UAE Team Emirates | + 10"      |
| 6è | Aleksei Lutsenko            | Astana            | + 10"      |
| 7è | Sergio Higuita García       | EF Pro Cycling    | + 10"      |
| 8è | Benoît Cosnefroy            | AG2R La Mondiale  | + 10"      |
| 9è | Primož Roglič               | Jumbo-Visma       | + 10"      |
| 10è | Guillaume Martin            | Cofidis           | + 10"      |

### 2a etapa
| \| Classificació de l'etapa \| Classificació de l'etapa \| Classificació de l'etapa \| Classificació de l'etapa \| Classificació de l'etapa \| \| Corredor \| Corredor \| Equip \| Temps \| \| \| ------------------------ \| ------------------------- \| ------------------------ \| ------------------------ \| ------------------------ \| \| 1r \| Primož Roglič \| Jumbo-Visma \| 3h 39' 40" \| \| \| 2n \| Thibaut Pinot \| Groupama-FDJ \| + 8" \| \| \| 3r \| Emanuel Buchmann \| Bora-Hansgrohe \| + 8" \| \| \| 4t \| Guillaume Martin \| Cofidis \| + 8" \| \| \| 5è \| Nairo Quintana Rojas \| Arkéa-Samsic \| + 10" \| \| \| 6è \| Miguel Ángel López Moreno \| Astana \| + 10" \| \| \| 7è \| Daniel Martínez Poveda \| EF Pro Cycling \| + 10" \| \| \| 8è \| Mikel Landa Meana \| Bahrain McLaren \| + 10" \| \| \| 9è \| Richie Porte \| Trek-Segafredo \| + 10" \| \| \| 10è \| Egan Bernal Gómez \| Team Ineos \| + 10" \| \| |                           |                 |            |
| |                           |                 |            |
| Font: ProCyclingStats |                           |                 |            |
| Classificació de l'etapa |                           |                 |            |
| Corredor | Corredor                  | Equip           | Temps      |
| 1r | Primož Roglič             | Jumbo-Visma     | 3h 39' 40" |
| 2n | Thibaut Pinot             | Groupama-FDJ    | + 8"       |
| 3r | Emanuel Buchmann          | Bora-Hansgrohe  | + 8"       |
| 4t | Guillaume Martin          | Cofidis         | + 8"       |
| 5è | Nairo Quintana Rojas      | Arkéa-Samsic    | + 10"      |
| 6è | Miguel Ángel López Moreno | Astana          | + 10"      |
| 7è | Daniel Martínez Poveda    | EF Pro Cycling  | + 10"      |
| 8è | Mikel Landa Meana         | Bahrain McLaren | + 10"      |
| 9è | Richie Porte              | Trek-Segafredo  | + 10"      |
| 10è | Egan Bernal Gómez         | Team Ineos      | + 10"      |

| \| Classificació general \| Classificació general \| Classificació general \| Classificació general \| Classificació general \| \| Corredor \| Corredor \| Equip \| Temps \| \| \| --------------------- \| ------------------------- \| --------------------- \| --------------------- \| --------------------- \| \| 1r \| Primož Roglič \| Jumbo-Visma \| 9h 07' 12" \| \| \| 2n \| Thibaut Pinot \| Groupama-FDJ \| + 12" \| \| \| 3r \| Emanuel Buchmann \| Bora-Hansgrohe \| + 14" \| \| \| 4t \| Egan Bernal Gómez \| Team Ineos \| + 16" \| \| \| 5è \| Guillaume Martin \| Cofidis \| + 18" \| \| \| 6è \| Nairo Quintana Rojas \| Arkéa-Samsic \| + 20" \| \| \| 7è \| Richie Porte \| Trek-Segafredo \| + 20" \| \| \| 8è \| Mikel Landa Meana \| Bahrain McLaren \| + 20" \| \| \| 9è \| Miguel Ángel López Moreno \| Astana \| + 20" \| \| \| 10è \| Daniel Martínez Poveda \| EF Pro Cycling \| + 20" \| \| |                           |                 |            |
| |                           |                 |            |
| Font: ProCyclingStats |                           |                 |            |
| Classificació general |                           |                 |            |
| Corredor | Corredor                  | Equip           | Temps      |
| 1r | Primož Roglič             | Jumbo-Visma     | 9h 07' 12" |
| 2n | Thibaut Pinot             | Groupama-FDJ    | + 12"      |
| 3r | Emanuel Buchmann          | Bora-Hansgrohe  | + 14"      |
| 4t | Egan Bernal Gómez         | Team Ineos      | + 16"      |
| 5è | Guillaume Martin          | Cofidis         | + 18"      |
| 6è | Nairo Quintana Rojas      | Arkéa-Samsic    | + 20"      |
| 7è | Richie Porte              | Trek-Segafredo  | + 20"      |
| 8è | Mikel Landa Meana         | Bahrain McLaren | + 20"      |
| 9è | Miguel Ángel López Moreno | Astana          | + 20"      |
| 10è | Daniel Martínez Poveda    | EF Pro Cycling  | + 20"      |

### 3a etapa
| \| Classificació de l'etapa \| Classificació de l'etapa \| Classificació de l'etapa \| Classificació de l'etapa \| Classificació de l'etapa \| \| Corredor \| Corredor \| Equip \| Temps \| \| \| ------------------------ \| ------------------------- \| ------------------------ \| ------------------------ \| ------------------------ \| \| 1r \| Davide Formolo \| UAE Team Emirates \| 4h 06' 56" \| \| \| 2n \| Primož Roglič \| Jumbo-Visma \| + 33" \| \| \| 3r \| Thibaut Pinot \| Groupama-FDJ \| + 33" \| \| \| 4t \| Emanuel Buchmann \| Bora-Hansgrohe \| + 33" \| \| \| 5è \| Daniel Martínez Poveda \| EF Pro Cycling \| + 33" \| \| \| 6è \| Mikel Landa Meana \| Bahrain McLaren \| + 33" \| \| \| 7è \| Guillaume Martin \| Cofidis \| + 33" \| \| \| 8è \| Tadej Pogačar \| UAE Team Emirates \| + 33" \| \| \| 9è \| Pàvel Sivakov \| Team Ineos \| + 39" \| \| \| 10è \| Miguel Ángel López Moreno \| Astana \| + 39" \| \| |                           |                   |            |
| |                           |                   |            |
| Font: ProCyclingStats |                           |                   |            |
| Classificació de l'etapa |                           |                   |            |
| Corredor | Corredor                  | Equip             | Temps      |
| 1r | Davide Formolo            | UAE Team Emirates | 4h 06' 56" |
| 2n | Primož Roglič             | Jumbo-Visma       | + 33"      |
| 3r | Thibaut Pinot             | Groupama-FDJ      | + 33"      |
| 4t | Emanuel Buchmann          | Bora-Hansgrohe    | + 33"      |
| 5è | Daniel Martínez Poveda    | EF Pro Cycling    | + 33"      |
| 6è | Mikel Landa Meana         | Bahrain McLaren   | + 33"      |
| 7è | Guillaume Martin          | Cofidis           | + 33"      |
| 8è | Tadej Pogačar             | UAE Team Emirates | + 33"      |
| 9è | Pàvel Sivakov             | Team Ineos        | + 39"      |
| 10è | Miguel Ángel López Moreno | Astana            | + 39"      |

| \| Classificació general \| Classificació general \| Classificació general \| Classificació general \| Classificació general \| \| Corredor \| Corredor \| Equip \| Temps \| \| \| --------------------- \| ------------------------- \| --------------------- \| --------------------- \| --------------------- \| \| 1r \| Primož Roglič \| Jumbo-Visma \| 13h 14' 35" \| \| \| 2n \| Thibaut Pinot \| Groupama-FDJ \| + 14" \| \| \| 3r \| Emanuel Buchmann \| Bora-Hansgrohe \| + 20" \| \| \| 4t \| Guillaume Martin \| Cofidis \| + 24" \| \| \| 5è \| Mikel Landa Meana \| Bahrain McLaren \| + 26" \| \| \| 6è \| Daniel Martínez Poveda \| EF Pro Cycling \| + 26" \| \| \| 7è \| Egan Bernal Gómez \| Team Ineos \| + 31" \| \| \| 8è \| Miguel Ángel López Moreno \| Astana \| + 32" \| \| \| 9è \| Nairo Quintana Rojas \| Arkéa-Samsic \| + 35" \| \| \| 10è \| Richie Porte \| Trek-Segafredo \| + 35" \| \| |                           |                 |             |
| |                           |                 |             |
| Font: ProCyclingStats |                           |                 |             |
| Classificació general |                           |                 |             |
| Corredor | Corredor                  | Equip           | Temps       |
| 1r | Primož Roglič             | Jumbo-Visma     | 13h 14' 35" |
| 2n | Thibaut Pinot             | Groupama-FDJ    | + 14"       |
| 3r | Emanuel Buchmann          | Bora-Hansgrohe  | + 20"       |
| 4t | Guillaume Martin          | Cofidis         | + 24"       |
| 5è | Mikel Landa Meana         | Bahrain McLaren | + 26"       |
| 6è | Daniel Martínez Poveda    | EF Pro Cycling  | + 26"       |
| 7è | Egan Bernal Gómez         | Team Ineos      | + 31"       |
| 8è | Miguel Ángel López Moreno | Astana          | + 32"       |
| 9è | Nairo Quintana Rojas      | Arkéa-Samsic    | + 35"       |
| 10è | Richie Porte              | Trek-Segafredo  | + 35"       |

### 4a etapa
| \| Classificació de l'etapa \| Classificació de l'etapa \| Classificació de l'etapa \| Classificació de l'etapa \| Classificació de l'etapa \| \| Corredor \| Corredor \| Equip \| Temps \| \| \| ------------------------ \| -------------------------- \| ------------------------ \| ------------------------ \| ------------------------ \| \| 1r \| Lennard Kämna \| Bora-Hansgrohe \| 4h 27' 56" \| \| \| 2n \| David de la Cruz Melgarejo \| UAE Team Emirates \| + 41" \| \| \| 3r \| Julian Alaphilippe \| Deceuninck-Quick Step \| + 56" \| \| \| 4t \| Jack Haig \| Mitchelton-Scott \| + 58" \| \| \| 5è \| Kenny Elissonde \| Trek-Segafredo \| + 1' 02" \| \| \| 6è \| Fausto Masnada \| CCC Team \| + 1' 10" \| \| \| 7è \| Michał Kwiatkowski \| Team Ineos \| + 1' 19" \| \| \| 8è \| Marc Hirschi \| Team Sunweb \| + 1' 43" \| \| \| 9è \| Thibaut Pinot \| Groupama-FDJ \| + 3' 01" \| \| \| 10è \| Primož Roglič \| Jumbo-Visma \| + 3' 01" \| \| |                            |                       |            |
| |                            |                       |            |
| Font: ProCyclingStats |                            |                       |            |
| Classificació de l'etapa |                            |                       |            |
| Corredor | Corredor                   | Equip                 | Temps      |
| 1r | Lennard Kämna              | Bora-Hansgrohe        | 4h 27' 56" |
| 2n | David de la Cruz Melgarejo | UAE Team Emirates     | + 41"      |
| 3r | Julian Alaphilippe         | Deceuninck-Quick Step | + 56"      |
| 4t | Jack Haig                  | Mitchelton-Scott      | + 58"      |
| 5è | Kenny Elissonde            | Trek-Segafredo        | + 1' 02"   |
| 6è | Fausto Masnada             | CCC Team              | + 1' 10"   |
| 7è | Michał Kwiatkowski         | Team Ineos            | + 1' 19"   |
| 8è | Marc Hirschi               | Team Sunweb           | + 1' 43"   |
| 9è | Thibaut Pinot              | Groupama-FDJ          | + 3' 01"   |
| 10è | Primož Roglič              | Jumbo-Visma           | + 3' 01"   |

| \| Classificació general \| Classificació general \| Classificació general \| Classificació general \| Classificació general \| \| Corredor \| Corredor \| Equip \| Temps \| \| \| --------------------- \| ------------------------- \| --------------------- \| --------------------- \| --------------------- \| \| 1r \| Primož Roglič \| Jumbo-Visma \| 17h 45' 32" \| \| \| 2n \| Thibaut Pinot \| Groupama-FDJ \| + 14" \| \| \| 3r \| Guillaume Martin \| Cofidis \| + 24" \| \| \| 4t \| Mikel Landa Meana \| Bahrain McLaren \| + 26" \| \| \| 5è \| Daniel Martínez Poveda \| EF Pro Cycling \| + 26" \| \| \| 6è \| Miguel Ángel López Moreno \| Astana \| + 32" \| \| \| 7è \| Nairo Quintana Rojas \| Arkéa-Samsic \| + 35" \| \| \| 8è \| Richie Porte \| Trek-Segafredo \| + 35" \| \| \| 9è \| Tadej Pogačar \| UAE Team Emirates \| + 1' 17" \| \| \| 10è \| Romain Bardet \| AG2R La Mondiale \| + 1' 24" \| \| |                           |                   |             |
| |                           |                   |             |
| Font: ProCyclingStats |                           |                   |             |
| Classificació general |                           |                   |             |
| Corredor | Corredor                  | Equip             | Temps       |
| 1r | Primož Roglič             | Jumbo-Visma       | 17h 45' 32" |
| 2n | Thibaut Pinot             | Groupama-FDJ      | + 14"       |
| 3r | Guillaume Martin          | Cofidis           | + 24"       |
| 4t | Mikel Landa Meana         | Bahrain McLaren   | + 26"       |
| 5è | Daniel Martínez Poveda    | EF Pro Cycling    | + 26"       |
| 6è | Miguel Ángel López Moreno | Astana            | + 32"       |
| 7è | Nairo Quintana Rojas      | Arkéa-Samsic      | + 35"       |
| 8è | Richie Porte              | Trek-Segafredo    | + 35"       |
| 9è | Tadej Pogačar             | UAE Team Emirates | + 1' 17"    |
| 10è | Romain Bardet             | AG2R La Mondiale  | + 1' 24"    |

### 5a etapa
| \| Classificació de l'etapa \| Classificació de l'etapa \| Classificació de l'etapa \| Classificació de l'etapa \| Classificació de l'etapa \| \| Corredor \| Corredor \| Equip \| Temps \| \| \| ------------------------ \| ------------------------ \| ------------------------ \| ------------------------ \| ------------------------ \| \| 1r \| Sepp Kuss \| Jumbo-Visma \| 3h 58' 39" \| \| \| 2n \| Daniel Martínez Poveda \| EF Pro Cycling \| + 27" \| \| \| 3r \| Tadej Pogačar \| UAE Team Emirates \| + 30" \| \| \| 4t \| Pàvel Sivakov \| Team Ineos \| + 45" \| \| \| 5è \| Tom Dumoulin \| Jumbo-Visma \| + 51" \| \| \| 6è \| Lennard Kämna \| Bora-Hansgrohe \| + 51" \| \| \| 7è \| Thibaut Pinot \| Groupama-FDJ \| + 1' 02" \| \| \| 8è \| Guillaume Martin \| Cofidis \| + 1' 04" \| \| \| 9è \| Romain Bardet \| AG2R La Mondiale \| + 1' 06" \| \| \| 10è \| Warren Barguil \| Arkéa-Samsic \| + 1' 06" \| \| |                        |                   |            |
| |                        |                   |            |
| Font: ProCyclingStats |                        |                   |            |
| Classificació de l'etapa |                        |                   |            |
| Corredor | Corredor               | Equip             | Temps      |
| 1r | Sepp Kuss              | Jumbo-Visma       | 3h 58' 39" |
| 2n | Daniel Martínez Poveda | EF Pro Cycling    | + 27"      |
| 3r | Tadej Pogačar          | UAE Team Emirates | + 30"      |
| 4t | Pàvel Sivakov          | Team Ineos        | + 45"      |
| 5è | Tom Dumoulin           | Jumbo-Visma       | + 51"      |
| 6è | Lennard Kämna          | Bora-Hansgrohe    | + 51"      |
| 7è | Thibaut Pinot          | Groupama-FDJ      | + 1' 02"   |
| 8è | Guillaume Martin       | Cofidis           | + 1' 04"   |
| 9è | Romain Bardet          | AG2R La Mondiale  | + 1' 06"   |
| 10è | Warren Barguil         | Arkéa-Samsic      | + 1' 06"   |

## Classificacions finals

### Classificació general
| \| Classificació general \| Classificació general \| Classificació general \| Classificació general \| Classificació general \| \| Corredor \| Corredor \| Equip \| Temps \| \| \| --------------------- \| ------------------------- \| --------------------- \| --------------------- \| --------------------- \| \| 1r \| Daniel Martínez Poveda \| EF Pro Cycling \| 21h 44' 58" \| \| \| 2n \| Thibaut Pinot \| Groupama-FDJ \| + 29" \| \| \| 3r \| Guillaume Martin \| Cofidis \| + 41" \| \| \| 4t \| Tadej Pogačar \| UAE Team Emirates \| + 56" \| \| \| 5è \| Miguel Ángel López Moreno \| Astana \| + 1' 38" \| \| \| 6è \| Romain Bardet \| AG2R La Mondiale \| + 1' 43" \| \| \| 7è \| Tom Dumoulin \| Jumbo-Visma \| + 2' 07" \| \| \| 8è \| Lennard Kämna \| Bora-Hansgrohe \| + 2' 14" \| \| \| 9è \| Warren Barguil \| Arkéa-Samsic \| + 2' 49" \| \| \| 10è \| Sepp Kuss \| Jumbo-Visma \| + 2' 55" \| \| |                           |                   |             |
| |                           |                   |             |
| Font: ProCyclingStats |                           |                   |             |
| Classificació general |                           |                   |             |
| Corredor | Corredor                  | Equip             | Temps       |
| 1r | Daniel Martínez Poveda    | EF Pro Cycling    | 21h 44' 58" |
| 2n | Thibaut Pinot             | Groupama-FDJ      | + 29"       |
| 3r | Guillaume Martin          | Cofidis           | + 41"       |
| 4t | Tadej Pogačar             | UAE Team Emirates | + 56"       |
| 5è | Miguel Ángel López Moreno | Astana            | + 1' 38"    |
| 6è | Romain Bardet             | AG2R La Mondiale  | + 1' 43"    |
| 7è | Tom Dumoulin              | Jumbo-Visma       | + 2' 07"    |
| 8è | Lennard Kämna             | Bora-Hansgrohe    | + 2' 14"    |
| 9è | Warren Barguil            | Arkéa-Samsic      | + 2' 49"    |
| 10è | Sepp Kuss                 | Jumbo-Visma       | + 2' 55"    |

### Classificacions secundàries
| Classificació de la muntanya | Classificació de la muntanya | Classificació de la muntanya | Classificació de la muntanya | Classificació de la muntanya |
| Corredor                     | Corredor                     | Equip                        | Punts                        |                              |
| ---------------------------- | ---------------------------- | ---------------------------- | ---------------------------- | ---------------------------- |
| 1r                           | David de la Cruz Melgarejo   | UAE Team Emirates            | 68 pts                       |                              |
| 2n                           | Julian Alaphilippe           | Deceuninck-Quick Step        | 52 pts                       |                              |
| 3r                           | Fausto Masnada               | CCC Team                     | 28 pts                       |                              |
| 4t                           | Pàvel Sivakov                | Team Ineos                   | 26 pts                       |                              |
| 5è                           | Thibaut Pinot                | Groupama-FDJ                 | 26 pts                       |                              |
| 6è                           | Davide Formolo               | UAE Team Emirates            | 25 pts                       |                              |
| 7è                           | Sepp Kuss                    | Jumbo-Visma                  | 19 pts                       |                              |
| 8è                           | Michael Schär                | CCC Team                     | 16 pts                       |                              |
| 9è                           | Tadej Pogačar                | UAE Team Emirates            | 15 pts                       |                              |
| 10è                          | Lennard Kämna                | Bora-Hansgrohe               | 12 pts                       |                              |

| Classificació de la muntanya | Classificació de la muntanya | Classificació de la muntanya | Classificació de la muntanya | Classificació de la muntanya |
| Corredor                     | Corredor                     | Equip                        | Punts                        |                              |
| ---------------------------- | ---------------------------- | ---------------------------- | ---------------------------- | ---------------------------- |
| 1r                           | David de la Cruz Melgarejo   | UAE Team Emirates            | 68 pts                       |                              |
| 2n                           | Julian Alaphilippe           | Deceuninck-Quick Step        | 52 pts                       |                              |
| 3r                           | Fausto Masnada               | CCC Team                     | 28 pts                       |                              |
| 4t                           | Pàvel Sivakov                | Team Ineos                   | 26 pts                       |                              |
| 5è                           | Thibaut Pinot                | Groupama-FDJ                 | 26 pts                       |                              |
| 6è                           | Davide Formolo               | UAE Team Emirates            | 25 pts                       |                              |
| 7è                           | Sepp Kuss                    | Jumbo-Visma                  | 19 pts                       |                              |
| 8è                           | Michael Schär                | CCC Team                     | 16 pts                       |                              |
| 9è                           | Tadej Pogačar                | UAE Team Emirates            | 15 pts                       |                              |
| 10è                          | Lennard Kämna                | Bora-Hansgrohe               | 12 pts                       |                              |

| Classificació per punts | Classificació per punts     | Classificació per punts | Classificació per punts | Classificació per punts |
| Corredor                | Corredor                    | Equip                   | Punts                   |                         |
| ----------------------- | --------------------------- | ----------------------- | ----------------------- | ----------------------- |
| 1r                      | Wout van Aert               | Jumbo-Visma             | 29 pts                  |                         |
| 2n                      | Tadej Pogačar               | UAE Team Emirates       | 29 pts                  |                         |
| 3r                      | Thibaut Pinot               | Groupama-FDJ            | 28 pts                  |                         |
| 4t                      | Daniel Martínez Poveda      | EF Pro Cycling          | 22 pts                  |                         |
| 5è                      | Daryl Impey                 | Mitchelton-Scott        | 22 pts                  |                         |
| 6è                      | Guillaume Martin            | Cofidis                 | 21 pts                  |                         |
| 7è                      | Lennard Kämna               | Bora-Hansgrohe          | 20 pts                  |                         |
| 8è                      | Pàvel Sivakov               | Team Ineos              | 20 pts                  |                         |
| 9è                      | Davide Formolo              | UAE Team Emirates       | 19 pts                  |                         |
| 10è                     | Alejandro Valverde Belmonte | Movistar Team           | 18 pts                  |                         |

| Classificació per punts | Classificació per punts     | Classificació per punts | Classificació per punts | Classificació per punts |
| Corredor                | Corredor                    | Equip                   | Punts                   |                         |
| ----------------------- | --------------------------- | ----------------------- | ----------------------- | ----------------------- |
| 1r                      | Wout van Aert               | Jumbo-Visma             | 29 pts                  |                         |
| 2n                      | Tadej Pogačar               | UAE Team Emirates       | 29 pts                  |                         |
| 3r                      | Thibaut Pinot               | Groupama-FDJ            | 28 pts                  |                         |
| 4t                      | Daniel Martínez Poveda      | EF Pro Cycling          | 22 pts                  |                         |
| 5è                      | Daryl Impey                 | Mitchelton-Scott        | 22 pts                  |                         |
| 6è                      | Guillaume Martin            | Cofidis                 | 21 pts                  |                         |
| 7è                      | Lennard Kämna               | Bora-Hansgrohe          | 20 pts                  |                         |
| 8è                      | Pàvel Sivakov               | Team Ineos              | 20 pts                  |                         |
| 9è                      | Davide Formolo              | UAE Team Emirates       | 19 pts                  |                         |
| 10è                     | Alejandro Valverde Belmonte | Movistar Team           | 18 pts                  |                         |

| Classificació del millor jove | Classificació del millor jove | Classificació del millor jove | Classificació del millor jove | Classificació del millor jove |
| Corredor                      | Corredor                      | Equip                         | Temps                         |                               |
| ----------------------------- | ----------------------------- | ----------------------------- | ----------------------------- | ----------------------------- |
| 1r                            | Daniel Martínez Poveda        | EF Pro Cycling                | 21h 44' 58"                   |                               |
| 2n                            | Tadej Pogačar                 | UAE Team Emirates             | + 56"                         |                               |
| 3r                            | Lennard Kämna                 | Bora-Hansgrohe                | + 2' 14"                      |                               |
| 4t                            | Pàvel Sivakov                 | Team Ineos                    | + 3' 10"                      |                               |
| 5è                            | Enric Mas Nicolau             | Movistar Team                 | + 22' 33"                     |                               |
| 6è                            | Valentin Madouas              | Groupama-FDJ                  | + 26' 51"                     |                               |
| 7è                            | Marc Hirschi                  | Team Sunweb                   | + 31' 15"                     |                               |
| 8è                            | Harm Vanhoucke                | Lotto-Soudal                  | + 1h 04' 54"                  |                               |
| 9è                            | Niklas Eg                     | Trek-Segafredo                | + 1h 05' 18"                  |                               |
| 10è                           | William Barta                 | CCC Team                      | + 1h 06' 36"                  |                               |

| Classificació del millor jove | Classificació del millor jove | Classificació del millor jove | Classificació del millor jove | Classificació del millor jove |
| Corredor                      | Corredor                      | Equip                         | Temps                         |                               |
| ----------------------------- | ----------------------------- | ----------------------------- | ----------------------------- | ----------------------------- |
| 1r                            | Daniel Martínez Poveda        | EF Pro Cycling                | 21h 44' 58"                   |                               |
| 2n                            | Tadej Pogačar                 | UAE Team Emirates             | + 56"                         |                               |
| 3r                            | Lennard Kämna                 | Bora-Hansgrohe                | + 2' 14"                      |                               |
| 4t                            | Pàvel Sivakov                 | Team Ineos                    | + 3' 10"                      |                               |
| 5è                            | Enric Mas Nicolau             | Movistar Team                 | + 22' 33"                     |                               |
| 6è                            | Valentin Madouas              | Groupama-FDJ                  | + 26' 51"                     |                               |
| 7è                            | Marc Hirschi                  | Team Sunweb                   | + 31' 15"                     |                               |
| 8è                            | Harm Vanhoucke                | Lotto-Soudal                  | + 1h 04' 54"                  |                               |
| 9è                            | Niklas Eg                     | Trek-Segafredo                | + 1h 05' 18"                  |                               |
| 10è                           | William Barta                 | CCC Team                      | + 1h 06' 36"                  |                               |

| Classificació per equips | Classificació per equips | Classificació per equips | Classificació per equips |
| Equip                    | Equip                    | Temps                    |                          |
| ------------------------ | ------------------------ | ------------------------ | ------------------------ |
| 1r                       | Jumbo-Visma              | 65h 32' 37"              |                          |
| 2n                       | Groupama-FDJ             | + 18' 51"                |                          |
| 3r                       | Ineos                    | + 21' 55"                |                          |
| 4t                       | Movistar Team            | + 40' 36"                |                          |
| 5è                       | UAE Team Emirates        | + 47' 49"                |                          |
| 6è                       | EF Pro Cycling           | + 49' 57"                |                          |
| 7è                       | Trek-Segafredo           | + 55' 43"                |                          |
| 8è                       | Bahrain McLaren          | + 1h 02' 53"             |                          |
| 9è                       | Cofidis                  | + 1h 08' 00"             |                          |
| 10è                      | Astana                   | + 1h 11' 40"             |                          |

| Classificació per equips | Classificació per equips | Classificació per equips | Classificació per equips |
| Equip                    | Equip                    | Temps                    |                          |
| ------------------------ | ------------------------ | ------------------------ | ------------------------ |
| 1r                       | Jumbo-Visma              | 65h 32' 37"              |                          |
| 2n                       | Groupama-FDJ             | + 18' 51"                |                          |
| 3r                       | Ineos                    | + 21' 55"                |                          |
| 4t                       | Movistar Team            | + 40' 36"                |                          |
| 5è                       | UAE Team Emirates        | + 47' 49"                |                          |
| 6è                       | EF Pro Cycling           | + 49' 57"                |                          |
| 7è                       | Trek-Segafredo           | + 55' 43"                |                          |
| 8è                       | Bahrain McLaren          | + 1h 02' 53"             |                          |
| 9è                       | Cofidis                  | + 1h 08' 00"             |                          |
| 10è                      | Astana                   | + 1h 11' 40"             |                          |

## Evolució de les classificacions
| Etapa                  | Vencedor               | Classificació general | Classificació per punts | Classificació de la muntanya | Classificació dels joves | Classificació per equips |
| ---------------------- | ---------------------- | --------------------- | ----------------------- | ---------------------------- | ------------------------ | ------------------------ |
| 1                      | Wout Van Aert          | Wout Van Aert         | Wout Van Aert           | Michael Schär                | Egan Bernal              | Jumbo-Visma              |
| 2                      | Primož Roglič          | Primož Roglič         | Wout Van Aert           | Michael Schär                | Egan Bernal              | Jumbo-Visma              |
| 3                      | Davide Formolo         | Primož Roglič         | Primož Roglič           | Davide Formolo               | Daniel Martínez          | Jumbo-Visma              |
| 4                      | Lennard Kämna          | Primož Roglič         | Primož Roglič           | David de la Cruz             | Daniel Martínez          | Jumbo-Visma              |
| 5                      | Sepp Kuss              | Daniel Martínez       | Wout Van Aert           | David de la Cruz             | Daniel Martínez          | Jumbo-Visma              |
| Classificacions finals | Classificacions finals | Daniel Martínez       | Wout Van Aert           | David de la Cruz             | Daniel Martínez          | Jumbo-Visma              |

## Llista de participants
| Astana AST | Astana AST                      | Astana AST |
| ---------- | ------------------------------- | ---------- |
| Núm        | Ciclista                        | Pos        |
| 1          | Miguel Ángel López Moreno (COL) | 5è         |
| 2          | Omar Fraile Matarranz (ESP)     | NP-5       |
| 3          | Gorka Izagirre Insausti (ESP)   | 31è        |
| 4          | Merhawi Kudus (ERI)             | 81è        |
| 5          | Aleksei Lutsenko (KAZ) (ruta)   | 35è        |
| 6          | Luis León Sánchez Gil (ESP)     | 57è        |
| 7          | Nikita Stalnow (KAZ)            | 103è       |

| EF Pro Cycling EF1 | EF Pro Cycling EF1                 | EF Pro Cycling EF1 |
| ------------------ | ---------------------------------- | ------------------ |
| Núm                | Ciclista                           | Pos                |
| 11                 | Rigoberto Urán (COL)               | 22è                |
| 12                 | Hugh Carthy (GBR)                  | 66è                |
| 13                 | Sergio Higuita García (COL) (ruta) | 64è                |
| 14                 | Tanel Kangert (EST)                | 46è                |
| 15                 | Jens Keukeleire (BEL)              | 88è                |
| 16                 | Daniel Martínez Poveda (COL)       | 1r                 |
| 17                 | Tejay van Garderen (USA)           | 82è                |

| Bora-Hansgrohe BOH | Bora-Hansgrohe BOH        | Bora-Hansgrohe BOH |
| ------------------ | ------------------------- | ------------------ |
| Núm                | Ciclista                  | Pos                |
| 21                 | Emanuel Buchmann (GER)    | DNF-4              |
| 22                 | Felix Großschartner (AUT) | 61è                |
| 23                 | Lennard Kämna (GER)       | 8è                 |
| 24                 | Gregor Mühlberger (AUT)   | DNF-4              |
| 25                 | Daniel Oss (ITA)          | DNF-5              |
| 26                 | Peter Sagan (SVK)         | DNF-5              |
| 27                 | Andreas Schillinger (GER) | DNF-4              |

| Team Ineos INS | Team Ineos INS                     | Team Ineos INS |
| -------------- | ---------------------------------- | -------------- |
| Núm            | Ciclista                           | Pos            |
| 31             | Egan Bernal Gómez (COL)            | NP-4           |
| 32             | Jonathan Castroviejo Nicolás (ESP) | 43è            |
| 33             | Christopher Froome (GBR)           | 71è            |
| 34             | Michał Kwiatkowski (POL)           | DNF-5          |
| 35             | Pàvel Sivakov (RUS)                | 11è            |
| 36             | Geraint Thomas (GBR)               | 37è            |
| 37             | Dylan van Baarle (NED)             | 45è            |

| Groupama-FDJ GFC | Groupama-FDJ GFC                   | Groupama-FDJ GFC |
| ---------------- | ---------------------------------- | ---------------- |
| Núm              | Ciclista                           | Pos              |
| 41               | Thibaut Pinot (FRA)                | 2n               |
| 42               | Bruno Armirail (FRA)               | 67è              |
| 43               | Antoine Duchesne (CAN)             | DNF-4            |
| 44               | Stefan Küng (SUI)                  | 41è              |
| 45               | Mathieu Ladagnous (FRA)            | 102è             |
| 46               | Valentin Madouas (FRA)             | 21è              |
| 47               | Sébastien Reichenbach (SUI) (ruta) | 13è              |

| Deceuninck-Quick Step DQT | Deceuninck-Quick Step DQT | Deceuninck-Quick Step DQT |
| ------------------------- | ------------------------- | ------------------------- |
| Núm                       | Ciclista                  | Pos                       |
| 51                        | Julian Alaphilippe (FRA)  | 24è                       |
| 52                        | Kasper Asgreen (DEN)      | 99è                       |
| 53                        | Rémi Cavagna (FRA)        | 100è                      |
| 54                        | Tim Declercq (BEL)        | 104è                      |
| 55                        | Bob Jungels (LUX) (ruta)  | 42è                       |
| 56                        | James Knox (GBR)          | 76è                       |
| 57                        | Mauri Vansevenant (BEL)   | NP-2                      |

| Jumbo-Visma TJV | Jumbo-Visma TJV            | Jumbo-Visma TJV |
| --------------- | -------------------------- | --------------- |
| Núm             | Ciclista                   | Pos             |
| 61              | Primož Roglič (SLO) (ruta) | NP-5            |
| 62              | Tom Dumoulin (NED)         | 7è              |
| 63              | Robert Gesink (NED)        | 56è             |
| 64              | Steven Kruijswijk (NED)    | DNF-4           |
| 65              | Sepp Kuss (USA)            | 10è             |
| 66              | Tony Martin (GER)          | FC-5            |
| 67              | Wout van Aert (BEL)        | 32è             |

| AG2R La Mondiale ALM | AG2R La Mondiale ALM         | AG2R La Mondiale ALM |
| -------------------- | ---------------------------- | -------------------- |
| Núm                  | Ciclista                     | Pos                  |
| 71                   | Romain Bardet (FRA)          | 6è                   |
| 72                   | Mikaël Cherel (FRA)          | 36è                  |
| 73                   | Benoît Cosnefroy (FRA)       | NP-5                 |
| 74                   | Tony Gallopin (FRA)          | 85è                  |
| 75                   | Pierre Latour (FRA)          | 70è                  |
| 76                   | Aurélien Paret-Peintre (FRA) | 68è                  |
| 77                   | Nans Peters (FRA)            | 65è                  |

| UAE Team Emirates UAD | UAE Team Emirates UAD            | UAE Team Emirates UAD |
| --------------------- | -------------------------------- | --------------------- |
| Núm                   | Ciclista                         | Pos                   |
| 81                    | Tadej Pogačar (SLO)              | 4t                    |
| 82                    | Sven Erik Bystrøm (NOR)          | DNF-4                 |
| 83                    | David de la Cruz Melgarejo (ESP) | 25è                   |
| 84                    | Davide Formolo (ITA)             | 26è                   |
| 85                    | Alexander Kristoff (NOR)         | FC-5                  |
| 86                    | Vegard Stake Laengen (NOR)       | 69è                   |
| 87                    | Jan Polanc (SLO)                 | 47è                   |

| Movistar Team MOV | Movistar Team MOV                        | Movistar Team MOV |
| ----------------- | ---------------------------------------- | ----------------- |
| Núm               | Ciclista                                 | Pos               |
| 91                | Alejandro Valverde Belmonte (ESP) (ruta) | 12è               |
| 92                | Enric Mas Nicolau (ESP)                  | 20è               |
| 93                | Nélson Oliveira (POR)                    | DNF-4             |
| 94                | Antonio Pedrero López (ESP)              | 48è               |
| 95                | José Joaquín Rojas Gil (ESP)             | 83è               |
| 96                | Marc Soler i Giménez (ESP)               | DNF-5             |
| 97                | Carlos Verona Quintanilla (ESP)          | 62è               |

| Mitchelton-Scott MTS | Mitchelton-Scott MTS          | Mitchelton-Scott MTS |
| -------------------- | ----------------------------- | -------------------- |
| Núm                  | Ciclista                      | Pos                  |
| 101                  | Adam Yates (GBR)              | 17è                  |
| 102                  | Brent Bookwalter (USA)        | 77è                  |
| 103                  | Jack Haig (AUS)               | 27è                  |
| 104                  | Damien Howson (AUS)           | DNF-5                |
| 105                  | Daryl Impey (RSA)             | 89è                  |
| 106                  | Christopher Juul-Jensen (DEN) | 95è                  |
| 107                  | Nick Schultz (AUS)            | DNF-5                |

| Trek-Segafredo TFS | Trek-Segafredo TFS     | Trek-Segafredo TFS |
| ------------------ | ---------------------- | ------------------ |
| Núm                | Ciclista               | Pos                |
| 111                | Richie Porte (AUS)     | 15è                |
| 112                | Niklas Eg (DEN)        | 51è                |
| 113                | Kenny Elissonde (FRA)  | 16è                |
| 114                | Juan Pedro López (ESP) | NP-3               |
| 115                | Michel Ries (LUX)      | 72è                |
| 116                | Toms Skujiņš (LAT)     | 63è                |
| 117                | Pieter Weening (NED)   | 94è                |

| Team Sunweb SUN | Team Sunweb SUN            | Team Sunweb SUN |
| --------------- | -------------------------- | --------------- |
| Núm             | Ciclista                   | Pos             |
| 121             | Tiesj Benoot (BEL)         | DNF-3           |
| 122             | Nikias Arndt (GER)         | 96è             |
| 123             | Mark Donovan (GBR)         | 59è             |
| 124             | Marc Hirschi (SUI)         | 23è             |
| 125             | Søren Kragh Andersen (DEN) | 80è             |
| 126             | Nicolas Roche (IRL)        | 39è             |
| 127             | Jasha Sütterlin (GER)      | 98è             |

| Arkéa-Samsic ARK | Arkéa-Samsic ARK            | Arkéa-Samsic ARK |
| ---------------- | --------------------------- | ---------------- |
| Núm              | Ciclista                    | Pos              |
| 131              | Nairo Quintana Rojas (COL)  | DNF-5            |
| 132              | Winner Anacona Gómez (COL)  | DNF-5            |
| 133              | Warren Barguil (FRA) (ruta) | 9è               |
| 134              | Maxime Bouet (FRA)          | DNF-5            |
| 135              | Dayer Quintana Rojas (COL)  | DNF-5            |
| 136              | Diego Rosa (ITA)            | DNF-5            |
| 137              | Clément Russo (FRA)         | FC-5             |

| NTT Pro Cycling NTT | NTT Pro Cycling NTT            | NTT Pro Cycling NTT |
| ------------------- | ------------------------------ | ------------------- |
| Núm                 | Ciclista                       | Pos                 |
| 141                 | Roman Kreuziger (CZE)          | DNF-5               |
| 142                 | Michael Gogl (AUT)             | DNF-5               |
| 143                 | Edvald Boasson Hagen (NOR)     | DNF-5               |
| 144                 | Michael Valgren Andersen (DEN) | DNF-5               |
| 145                 | Louis Meintjes (RSA)           | 49è                 |
| 146                 | Ben O'Connor (AUS)             | 92è                 |
| 147                 | Domenico Pozzovivo (ITA)       | 40è                 |

| Bahrain McLaren TBM | Bahrain McLaren TBM                 | Bahrain McLaren TBM |
| ------------------- | ----------------------------------- | ------------------- |
| Núm                 | Ciclista                            | Pos                 |
| 151                 | Mikel Landa Meana (ESP)             | 18è                 |
| 152                 | Peio Bilbao López de Armentia (ESP) | 33è                 |
| 153                 | Damiano Caruso (ITA)                | 29è                 |
| 154                 | Sonny Colbrelli (ITA)               | 101è                |
| 155                 | Matej Mohorič (SLO)                 | 55è                 |
| 156                 | Dylan Teuns (BEL)                   | 91è                 |
| 157                 | Rafael Valls Ferri (ESP)            | 52è                 |

| Cofidis COF | Cofidis COF                    | Cofidis COF |
| ----------- | ------------------------------ | ----------- |
| Núm         | Ciclista                       | Pos         |
| 161         | Guillaume Martin (FRA)         | 3r          |
| 162         | Nicolas Edet (FRA)             | 34è         |
| 163         | Victor Lafay (FRA)             | 75è         |
| 164         | Luis Ángel Maté Mardones (ESP) | 86è         |
| 165         | Anthony Perez (FRA)            | 73è         |
| 166         | Pierre-Luc Périchon (FRA)      | DNF-5       |
| 167         | Stéphane Rossetto (FRA)        | 44è         |

| Israel Start-Up Nation ISN | Israel Start-Up Nation ISN | Israel Start-Up Nation ISN |
| -------------------------- | -------------------------- | -------------------------- |
| Núm                        | Ciclista                   | Pos                        |
| 171                        | Daniel Martin (IRL)        | NP-3                       |
| 172                        | André Greipel (GER)        | DNF-4                      |
| 173                        | Hugo Hofstetter (FRA)      | 93è                        |
| 174                        | Krists Neilands (LAT)      | 60è                        |
| 175                        | Guy Niv (ISR)              | 97è                        |
| 176                        | Nils Politt (GER)          | NP-4                       |
| 177                        | Mads Würtz Schmidt (DEN)   | 74è                        |

| Lotto-Soudal LTS | Lotto-Soudal LTS         | Lotto-Soudal LTS |
| ---------------- | ------------------------ | ---------------- |
| Núm              | Ciclista                 | Pos              |
| 181              | Carl Fredrik Hagen (NOR) | 30è              |
| 182              | Sander Armée (BEL)       | DNF-5            |
| 183              | Thomas De Gendt (BEL)    | 58è              |
| 184              | Rémy Mertz (BEL)         | DNF-5            |
| 185              | Brent Van Moer (BEL)     | DNF-1            |
| 186              | Harm Vanhoucke (BEL)     | 50è              |
| 187              | Jelle Wallays (BEL)      | DNF-4            |

| Total Direct Énergie TDE | Total Direct Énergie TDE | Total Direct Énergie TDE |
| ------------------------ | ------------------------ | ------------------------ |
| Núm                      | Ciclista                 | Pos                      |
| 191                      | Rein Taaramäe (EST)      | DNF-5                    |
| 192                      | Niccolò Bonifazio (ITA)  | DNF-1                    |
| 193                      | Mathieu Burgaudeau (FRA) | DNF-3                    |
| 194                      | Jérôme Cousin (FRA)      | FC-2                     |
| 195                      | Fabien Grellier (FRA)    | DNF-5                    |
| 196                      | Romain Sicard (FRA)      | 38è                      |
| 197                      | Geoffrey Soupe (FRA)     | FC-5                     |

| CCC Team CCC | CCC Team CCC                      | CCC Team CCC |
| ------------ | --------------------------------- | ------------ |
| Núm          | Ciclista                          | Pos          |
| 201          | Fausto Masnada (ITA)              | 28è          |
| 202          | William Barta (USA)               | 53è          |
| 203          | Víctor de la Parte González (ESP) | 19è          |
| 204          | Jan Hirt (CZE)                    | DNF-1        |
| 205          | Pàvel Koixetkov (RUS)             | 78è          |
| 206          | Michael Schär (SUI)               | 90è          |
| 207          | Łukasz Wiśniowski (POL)           | DNF-5        |

| Circus-Wanty Gobert CWG | Circus-Wanty Gobert CWG | Circus-Wanty Gobert CWG |
| ----------------------- | ----------------------- | ----------------------- |
| Núm                     | Ciclista                | Pos                     |
| 211                     | Jan Bakelants (BEL)     | 54è                     |
| 212                     | Jeremy Bellicaud (FRA)  | DNF-4                   |
| 213                     | Thomas Degand (BEL)     | 79è                     |
| 214                     | Fabien Doubey (FRA)     | 84è                     |
| 215                     | Alexander Evans (AUS)   | FC-5                    |
| 216                     | Quinten Hermans (BEL)   | DNF-1                   |
| 217                     | Xandro Meurisse (BEL)   | DNF-5                   |

| B&B Hotels-Vital Concept p/b KTM BVC | B&B Hotels-Vital Concept p/b KTM BVC | B&B Hotels-Vital Concept p/b KTM BVC |
| ------------------------------------ | ------------------------------------ | ------------------------------------ |
| Núm                                  | Ciclista                             | Pos                                  |
| 221                                  | Pierre Rolland (FRA)                 | 14è                                  |
| 222                                  | Maxime Chevalier (FRA)               | FC-5                                 |
| 223                                  | Arnaud Courteille (FRA)              | 105è                                 |
| 224                                  | Cyril Gautier (FRA)                  | 87è                                  |
| 225                                  | Quentin Pacher (FRA)                 | DNF-3                                |
| 226                                  | Sebastian Schönberger (AUT)          | FC-5                                 |
| 227                                  | Tom-Jelte Slagter (NED)              | 106è                                 |

| Astana AST | Astana AST                      | Astana AST |
| ---------- | ------------------------------- | ---------- |
| Núm        | Ciclista                        | Pos        |
| 1          | Miguel Ángel López Moreno (COL) | 5è         |
| 2          | Omar Fraile Matarranz (ESP)     | NP-5       |
| 3          | Gorka Izagirre Insausti (ESP)   | 31è        |
| 4          | Merhawi Kudus (ERI)             | 81è        |
| 5          | Aleksei Lutsenko (KAZ) (ruta)   | 35è        |
| 6          | Luis León Sánchez Gil (ESP)     | 57è        |
| 7          | Nikita Stalnow (KAZ)            | 103è       |

| EF Pro Cycling EF1 | EF Pro Cycling EF1                 | EF Pro Cycling EF1 |
| ------------------ | ---------------------------------- | ------------------ |
| Núm                | Ciclista                           | Pos                |
| 11                 | Rigoberto Urán (COL)               | 22è                |
| 12                 | Hugh Carthy (GBR)                  | 66è                |
| 13                 | Sergio Higuita García (COL) (ruta) | 64è                |
| 14                 | Tanel Kangert (EST)                | 46è                |
| 15                 | Jens Keukeleire (BEL)              | 88è                |
| 16                 | Daniel Martínez Poveda (COL)       | 1r                 |
| 17                 | Tejay van Garderen (USA)           | 82è                |

| Bora-Hansgrohe BOH | Bora-Hansgrohe BOH        | Bora-Hansgrohe BOH |
| ------------------ | ------------------------- | ------------------ |
| Núm                | Ciclista                  | Pos                |
| 21                 | Emanuel Buchmann (GER)    | DNF-4              |
| 22                 | Felix Großschartner (AUT) | 61è                |
| 23                 | Lennard Kämna (GER)       | 8è                 |
| 24                 | Gregor Mühlberger (AUT)   | DNF-4              |
| 25                 | Daniel Oss (ITA)          | DNF-5              |
| 26                 | Peter Sagan (SVK)         | DNF-5              |
| 27                 | Andreas Schillinger (GER) | DNF-4              |

| Team Ineos INS | Team Ineos INS                     | Team Ineos INS |
| -------------- | ---------------------------------- | -------------- |
| Núm            | Ciclista                           | Pos            |
| 31             | Egan Bernal Gómez (COL)            | NP-4           |
| 32             | Jonathan Castroviejo Nicolás (ESP) | 43è            |
| 33             | Christopher Froome (GBR)           | 71è            |
| 34             | Michał Kwiatkowski (POL)           | DNF-5          |
| 35             | Pàvel Sivakov (RUS)                | 11è            |
| 36             | Geraint Thomas (GBR)               | 37è            |
| 37             | Dylan van Baarle (NED)             | 45è            |

| Groupama-FDJ GFC | Groupama-FDJ GFC                   | Groupama-FDJ GFC |
| ---------------- | ---------------------------------- | ---------------- |
| Núm              | Ciclista                           | Pos              |
| 41               | Thibaut Pinot (FRA)                | 2n               |
| 42               | Bruno Armirail (FRA)               | 67è              |
| 43               | Antoine Duchesne (CAN)             | DNF-4            |
| 44               | Stefan Küng (SUI)                  | 41è              |
| 45               | Mathieu Ladagnous (FRA)            | 102è             |
| 46               | Valentin Madouas (FRA)             | 21è              |
| 47               | Sébastien Reichenbach (SUI) (ruta) | 13è              |

| Deceuninck-Quick Step DQT | Deceuninck-Quick Step DQT | Deceuninck-Quick Step DQT |
| ------------------------- | ------------------------- | ------------------------- |
| Núm                       | Ciclista                  | Pos                       |
| 51                        | Julian Alaphilippe (FRA)  | 24è                       |
| 52                        | Kasper Asgreen (DEN)      | 99è                       |
| 53                        | Rémi Cavagna (FRA)        | 100è                      |
| 54                        | Tim Declercq (BEL)        | 104è                      |
| 55                        | Bob Jungels (LUX) (ruta)  | 42è                       |
| 56                        | James Knox (GBR)          | 76è                       |
| 57                        | Mauri Vansevenant (BEL)   | NP-2                      |

| Jumbo-Visma TJV | Jumbo-Visma TJV            | Jumbo-Visma TJV |
| --------------- | -------------------------- | --------------- |
| Núm             | Ciclista                   | Pos             |
| 61              | Primož Roglič (SLO) (ruta) | NP-5            |
| 62              | Tom Dumoulin (NED)         | 7è              |
| 63              | Robert Gesink (NED)        | 56è             |
| 64              | Steven Kruijswijk (NED)    | DNF-4           |
| 65              | Sepp Kuss (USA)            | 10è             |
| 66              | Tony Martin (GER)          | FC-5            |
| 67              | Wout van Aert (BEL)        | 32è             |

| AG2R La Mondiale ALM | AG2R La Mondiale ALM         | AG2R La Mondiale ALM |
| -------------------- | ---------------------------- | -------------------- |
| Núm                  | Ciclista                     | Pos                  |
| 71                   | Romain Bardet (FRA)          | 6è                   |
| 72                   | Mikaël Cherel (FRA)          | 36è                  |
| 73                   | Benoît Cosnefroy (FRA)       | NP-5                 |
| 74                   | Tony Gallopin (FRA)          | 85è                  |
| 75                   | Pierre Latour (FRA)          | 70è                  |
| 76                   | Aurélien Paret-Peintre (FRA) | 68è                  |
| 77                   | Nans Peters (FRA)            | 65è                  |

| UAE Team Emirates UAD | UAE Team Emirates UAD            | UAE Team Emirates UAD |
| --------------------- | -------------------------------- | --------------------- |
| Núm                   | Ciclista                         | Pos                   |
| 81                    | Tadej Pogačar (SLO)              | 4t                    |
| 82                    | Sven Erik Bystrøm (NOR)          | DNF-4                 |
| 83                    | David de la Cruz Melgarejo (ESP) | 25è                   |
| 84                    | Davide Formolo (ITA)             | 26è                   |
| 85                    | Alexander Kristoff (NOR)         | FC-5                  |
| 86                    | Vegard Stake Laengen (NOR)       | 69è                   |
| 87                    | Jan Polanc (SLO)                 | 47è                   |

| Movistar Team MOV | Movistar Team MOV                        | Movistar Team MOV |
| ----------------- | ---------------------------------------- | ----------------- |
| Núm               | Ciclista                                 | Pos               |
| 91                | Alejandro Valverde Belmonte (ESP) (ruta) | 12è               |
| 92                | Enric Mas Nicolau (ESP)                  | 20è               |
| 93                | Nélson Oliveira (POR)                    | DNF-4             |
| 94                | Antonio Pedrero López (ESP)              | 48è               |
| 95                | José Joaquín Rojas Gil (ESP)             | 83è               |
| 96                | Marc Soler i Giménez (ESP)               | DNF-5             |
| 97                | Carlos Verona Quintanilla (ESP)          | 62è               |

| Mitchelton-Scott MTS | Mitchelton-Scott MTS          | Mitchelton-Scott MTS |
| -------------------- | ----------------------------- | -------------------- |
| Núm                  | Ciclista                      | Pos                  |
| 101                  | Adam Yates (GBR)              | 17è                  |
| 102                  | Brent Bookwalter (USA)        | 77è                  |
| 103                  | Jack Haig (AUS)               | 27è                  |
| 104                  | Damien Howson (AUS)           | DNF-5                |
| 105                  | Daryl Impey (RSA)             | 89è                  |
| 106                  | Christopher Juul-Jensen (DEN) | 95è                  |
| 107                  | Nick Schultz (AUS)            | DNF-5                |

| Trek-Segafredo TFS | Trek-Segafredo TFS     | Trek-Segafredo TFS |
| ------------------ | ---------------------- | ------------------ |
| Núm                | Ciclista               | Pos                |
| 111                | Richie Porte (AUS)     | 15è                |
| 112                | Niklas Eg (DEN)        | 51è                |
| 113                | Kenny Elissonde (FRA)  | 16è                |
| 114                | Juan Pedro López (ESP) | NP-3               |
| 115                | Michel Ries (LUX)      | 72è                |
| 116                | Toms Skujiņš (LAT)     | 63è                |
| 117                | Pieter Weening (NED)   | 94è                |

| Team Sunweb SUN | Team Sunweb SUN            | Team Sunweb SUN |
| --------------- | -------------------------- | --------------- |
| Núm             | Ciclista                   | Pos             |
| 121             | Tiesj Benoot (BEL)         | DNF-3           |
| 122             | Nikias Arndt (GER)         | 96è             |
| 123             | Mark Donovan (GBR)         | 59è             |
| 124             | Marc Hirschi (SUI)         | 23è             |
| 125             | Søren Kragh Andersen (DEN) | 80è             |
| 126             | Nicolas Roche (IRL)        | 39è             |
| 127             | Jasha Sütterlin (GER)      | 98è             |

| Arkéa-Samsic ARK | Arkéa-Samsic ARK            | Arkéa-Samsic ARK |
| ---------------- | --------------------------- | ---------------- |
| Núm              | Ciclista                    | Pos              |
| 131              | Nairo Quintana Rojas (COL)  | DNF-5            |
| 132              | Winner Anacona Gómez (COL)  | DNF-5            |
| 133              | Warren Barguil (FRA) (ruta) | 9è               |
| 134              | Maxime Bouet (FRA)          | DNF-5            |
| 135              | Dayer Quintana Rojas (COL)  | DNF-5            |
| 136              | Diego Rosa (ITA)            | DNF-5            |
| 137              | Clément Russo (FRA)         | FC-5             |

| NTT Pro Cycling NTT | NTT Pro Cycling NTT            | NTT Pro Cycling NTT |
| ------------------- | ------------------------------ | ------------------- |
| Núm                 | Ciclista                       | Pos                 |
| 141                 | Roman Kreuziger (CZE)          | DNF-5               |
| 142                 | Michael Gogl (AUT)             | DNF-5               |
| 143                 | Edvald Boasson Hagen (NOR)     | DNF-5               |
| 144                 | Michael Valgren Andersen (DEN) | DNF-5               |
| 145                 | Louis Meintjes (RSA)           | 49è                 |
| 146                 | Ben O'Connor (AUS)             | 92è                 |
| 147                 | Domenico Pozzovivo (ITA)       | 40è                 |

| Bahrain McLaren TBM | Bahrain McLaren TBM                 | Bahrain McLaren TBM |
| ------------------- | ----------------------------------- | ------------------- |
| Núm                 | Ciclista                            | Pos                 |
| 151                 | Mikel Landa Meana (ESP)             | 18è                 |
| 152                 | Peio Bilbao López de Armentia (ESP) | 33è                 |
| 153                 | Damiano Caruso (ITA)                | 29è                 |
| 154                 | Sonny Colbrelli (ITA)               | 101è                |
| 155                 | Matej Mohorič (SLO)                 | 55è                 |
| 156                 | Dylan Teuns (BEL)                   | 91è                 |
| 157                 | Rafael Valls Ferri (ESP)            | 52è                 |

| Cofidis COF | Cofidis COF                    | Cofidis COF |
| ----------- | ------------------------------ | ----------- |
| Núm         | Ciclista                       | Pos         |
| 161         | Guillaume Martin (FRA)         | 3r          |
| 162         | Nicolas Edet (FRA)             | 34è         |
| 163         | Victor Lafay (FRA)             | 75è         |
| 164         | Luis Ángel Maté Mardones (ESP) | 86è         |
| 165         | Anthony Perez (FRA)            | 73è         |
| 166         | Pierre-Luc Périchon (FRA)      | DNF-5       |
| 167         | Stéphane Rossetto (FRA)        | 44è         |

| Israel Start-Up Nation ISN | Israel Start-Up Nation ISN | Israel Start-Up Nation ISN |
| -------------------------- | -------------------------- | -------------------------- |
| Núm                        | Ciclista                   | Pos                        |
| 171                        | Daniel Martin (IRL)        | NP-3                       |
| 172                        | André Greipel (GER)        | DNF-4                      |
| 173                        | Hugo Hofstetter (FRA)      | 93è                        |
| 174                        | Krists Neilands (LAT)      | 60è                        |
| 175                        | Guy Niv (ISR)              | 97è                        |
| 176                        | Nils Politt (GER)          | NP-4                       |
| 177                        | Mads Würtz Schmidt (DEN)   | 74è                        |

| Lotto-Soudal LTS | Lotto-Soudal LTS         | Lotto-Soudal LTS |
| ---------------- | ------------------------ | ---------------- |
| Núm              | Ciclista                 | Pos              |
| 181              | Carl Fredrik Hagen (NOR) | 30è              |
| 182              | Sander Armée (BEL)       | DNF-5            |
| 183              | Thomas De Gendt (BEL)    | 58è              |
| 184              | Rémy Mertz (BEL)         | DNF-5            |
| 185              | Brent Van Moer (BEL)     | DNF-1            |
| 186              | Harm Vanhoucke (BEL)     | 50è              |
| 187              | Jelle Wallays (BEL)      | DNF-4            |

| Total Direct Énergie TDE | Total Direct Énergie TDE | Total Direct Énergie TDE |
| ------------------------ | ------------------------ | ------------------------ |
| Núm                      | Ciclista                 | Pos                      |
| 191                      | Rein Taaramäe (EST)      | DNF-5                    |
| 192                      | Niccolò Bonifazio (ITA)  | DNF-1                    |
| 193                      | Mathieu Burgaudeau (FRA) | DNF-3                    |
| 194                      | Jérôme Cousin (FRA)      | FC-2                     |
| 195                      | Fabien Grellier (FRA)    | DNF-5                    |
| 196                      | Romain Sicard (FRA)      | 38è                      |
| 197                      | Geoffrey Soupe (FRA)     | FC-5                     |

| CCC Team CCC | CCC Team CCC                      | CCC Team CCC |
| ------------ | --------------------------------- | ------------ |
| Núm          | Ciclista                          | Pos          |
| 201          | Fausto Masnada (ITA)              | 28è          |
| 202          | William Barta (USA)               | 53è          |
| 203          | Víctor de la Parte González (ESP) | 19è          |
| 204          | Jan Hirt (CZE)                    | DNF-1        |
| 205          | Pàvel Koixetkov (RUS)             | 78è          |
| 206          | Michael Schär (SUI)               | 90è          |
| 207          | Łukasz Wiśniowski (POL)           | DNF-5        |

| Circus-Wanty Gobert CWG | Circus-Wanty Gobert CWG | Circus-Wanty Gobert CWG |
| ----------------------- | ----------------------- | ----------------------- |
| Núm                     | Ciclista                | Pos                     |
| 211                     | Jan Bakelants (BEL)     | 54è                     |
| 212                     | Jeremy Bellicaud (FRA)  | DNF-4                   |
| 213                     | Thomas Degand (BEL)     | 79è                     |
| 214                     | Fabien Doubey (FRA)     | 84è                     |
| 215                     | Alexander Evans (AUS)   | FC-5                    |
| 216                     | Quinten Hermans (BEL)   | DNF-1                   |
| 217                     | Xandro Meurisse (BEL)   | DNF-5                   |

| B&B Hotels-Vital Concept p/b KTM BVC | B&B Hotels-Vital Concept p/b KTM BVC | B&B Hotels-Vital Concept p/b KTM BVC |
| ------------------------------------ | ------------------------------------ | ------------------------------------ |
| Núm                                  | Ciclista                             | Pos                                  |
| 221                                  | Pierre Rolland (FRA)                 | 14è                                  |
| 222                                  | Maxime Chevalier (FRA)               | FC-5                                 |
| 223                                  | Arnaud Courteille (FRA)              | 105è                                 |
| 224                                  | Cyril Gautier (FRA)                  | 87è                                  |
| 225                                  | Quentin Pacher (FRA)                 | DNF-3                                |
| 226                                  | Sebastian Schönberger (AUT)          | FC-5                                 |
| 227                                  | Tom-Jelte Slagter (NED)              | 106è                                 |